# Charles Schulz
Charles Monroe Schulz (ur. 26 listopada 1922 w Minneapolis, zm. 12 lutego 2000 w Santa Rosa) – amerykański twórca komiksów, znany głównie jako autor serii Fistaszki.
Urodził się w Minneapolis w stanie Minnesota, dorastał zaś w St. Paul. Był jedynym dzieckiem Carla Schulza (Niemca z pochodzenia) i Deny Halverson (Norweżki).
Po śmierci matki w lutym 1943 roku Schulz zaciągnął się do US Army i został wysłany do Fort Campbell w stanie Kentucky. Dwa lata później został wysłany do Francji, gdzie dotarł 18 lutego 1945. Jego jednostka spędziła swój pierwszy miesiąc na ćwiczeniach, rysownik spotkał się z walkami dopiero pod sam koniec wojny.
Pierwsze historyjki Schulza, Li'l Folks, były publikowane w latach 1947–1950 przez St. Paul Pioneer Press, tam również po raz pierwszy pojawiła się postać Charliego Browna, a także pies łudząco podobny do Snoopy’ego. Fistaszki zaczęły ukazywać się 2 października 1950 roku i wkrótce stały się jednym z najpopularniejszych komiksów wszech czasów. W latach 1957–1959 rysownik podjął się tworzenia komiksu zajmującego się tematyką sportową It's Only a Game, porzucił jednak ten projekt na rzecz odnoszących sukcesy Fistaszków.
W 1969 roku Schulz przeniósł się do miejscowości Santa Rosa w Kalifornii, gdzie żył i pracował aż do śmierci.
20 czerwca 2000 - w uznaniu jego trwałego wkładu artystycznego dla narodu i świata został uhonorowany pośmiertnie Złotym Medalem Kongresu (Congressional Gold Medal) - jednym z najwyższych odznaczeń cywilnych w Stanach Zjednoczonych, który 7 lipca 2001 odebrała wdowa po twórcy komiksów.